# 千葉県道257号南安房公園線
千葉県道257号南安房公園線（ちばけんどう257ごう みなみあわこうえんせん）は、千葉県館山市を走る一般県道である。
愛称として「房総フラワーライン（第1フラワーライン）」と呼称されており日本の道100選に選定された。

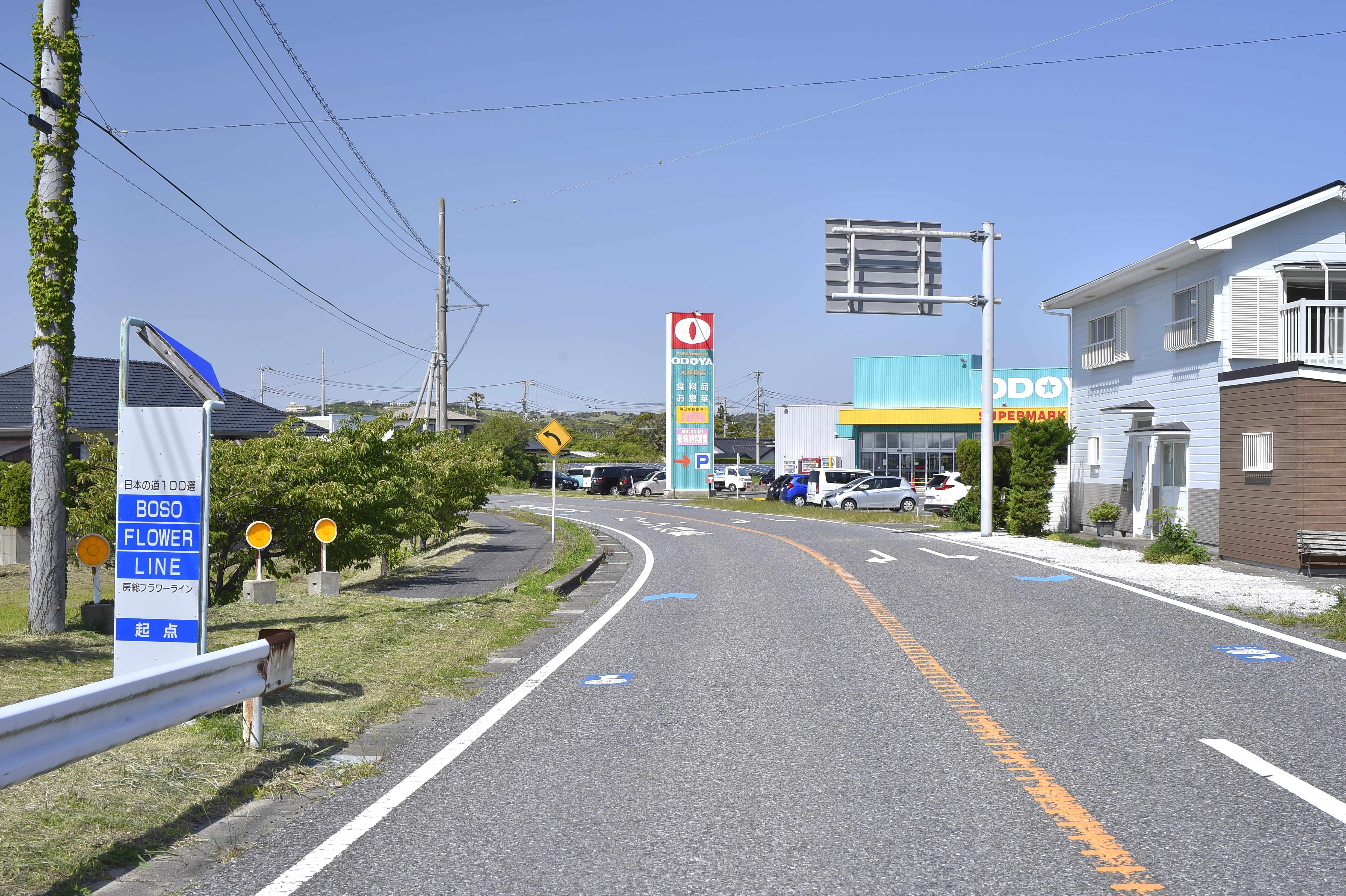
千葉県道257号南安房公園線
房総フラワーライン起点（館山市大神宮：2023年5月）

## 概要
房総フラワーラインの一部であり、特に相浜交差点から伊戸地区付近にかけての区間は春頃になると道の両側に多くの菜の花が咲く。その美しさから日本の道100選にも選ばれる人気のドライブルートとなっている。
現在第1フラワーラインとなっている道路は以前、南房州有料道路として有料道路だった。

### 路線データ
- 起点：館山市大神宮（相浜交差点、国道410号交点）
- 終点：館山市館山（下町交差点、国道410号・千葉県道250号館山港線交点）
- 総延長：19.833 km（安房土木事務所管内：19.833 km[1]）
- 重用延長：なし（安房土木事務所管内：0.0 km[1]）
- 実延長：19.833 km（安房土木事務所管内：19.833 km[1]）

## 路線状況
毎年1月には、館山若潮マラソンが開催されるフルマラソンのコースになり、県内外から数千人の参加ランナーが集まる。

### 別名

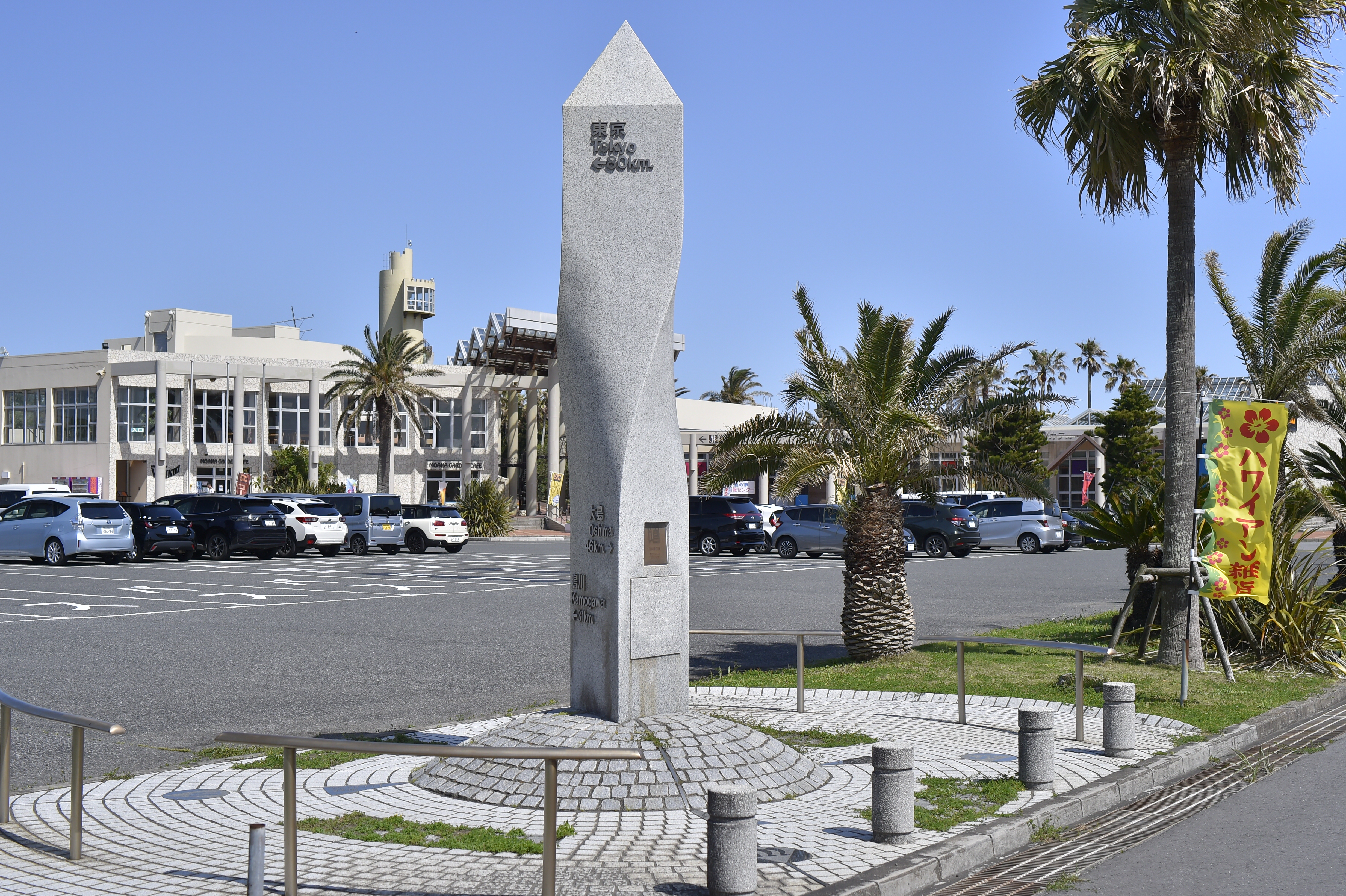
房総フラワーラインの「日本の道100選」顕彰碑（道の駅南房パラダイス前）

- 房総フラワーライン（第1フラワーライン）
千葉県道路愛称名のひとつ。名の通り、沿道の花壇には植栽された四季の草花が咲き、通行者の目を楽しませる観光道路でもある[2]。房総フラワーラインの館山市伊戸 - 相浜間（6.6km）は、1986年（昭和61年）8月10日に旧建設省と「道の日」実行委員会により制定された、「日本の道100選」にも選定された[3]。

### 道路施設
- 道の駅南房パラダイス（廃止）
元は、千葉県観光公社が房総フラワーラインの観光拠点として運営していた花や植物の鑑賞施設「南房パラダイス」の一部で、その後改装されて道の駅の施設となり、動植物園施設であるアロハガーデンたてやまが隣接していたが、2025年（令和7年）3月31日をもって閉園した[4]。同年6月13日には道の駅としての登録も抹消された[5]。

## 地理

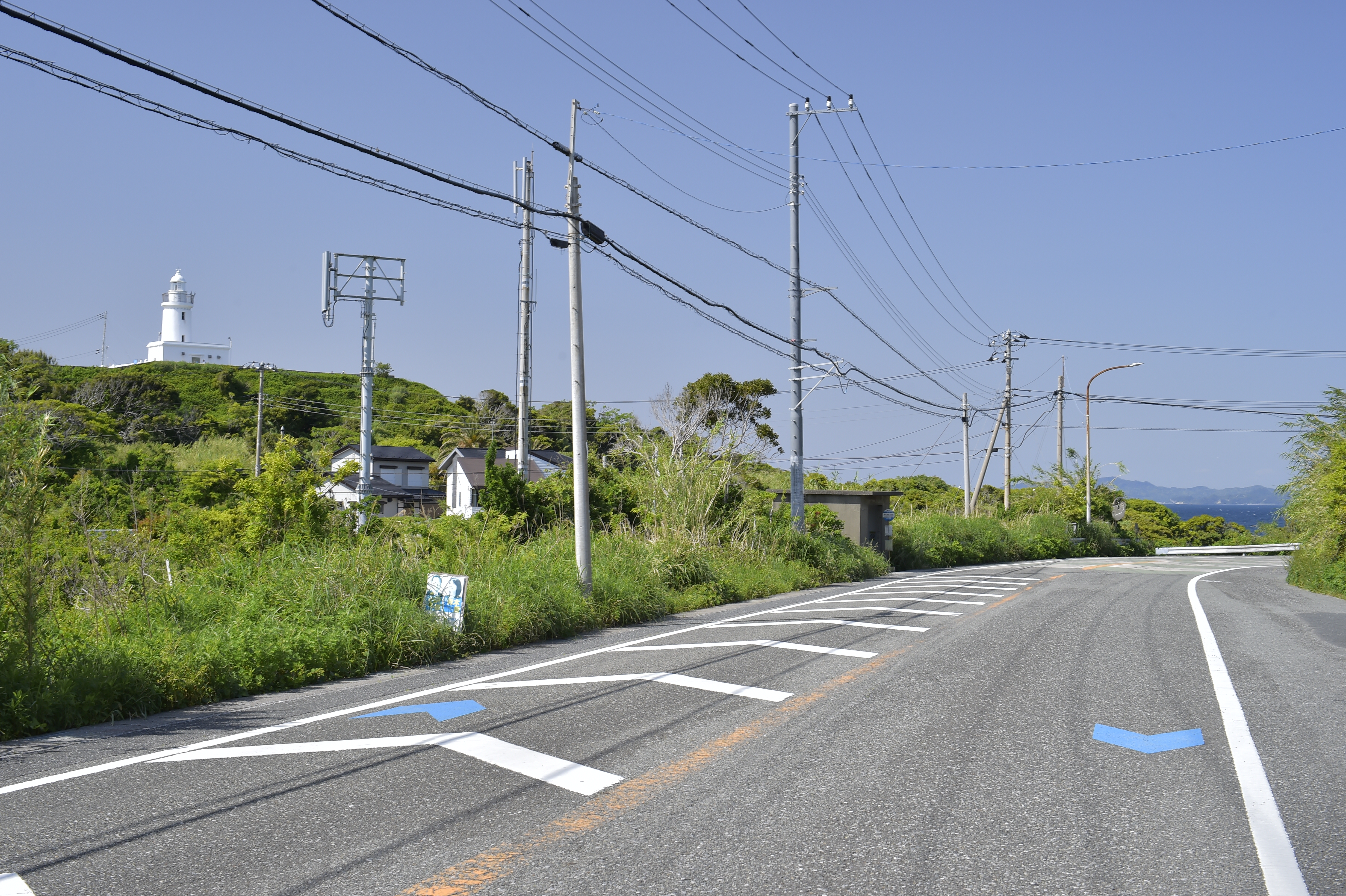
館山市洲崎の洲崎灯台付近にて（2023年5月）

道路が走る館山市は、安房郡の中心として、また南房総の観光拠点として発展してきた都市である。古くは、『南総里見八犬伝』で知られる安房里見氏の地であり、安房神社や安房国分寺が創建された歴史の街でもある。洲崎には延喜式神名帳にも名を残す房総屈指の名社洲崎神社がある。海岸線に沿う道路からは、太平洋と遠望に伊豆半島や伊豆大島を望むことができ、沖合は千葉県有数の漁場として知られる「布良瀬（めらせ）」がある。

### 通過する自治体
- 千葉県館山市

### 交差する道路
- 国道410号 - 館山市大神宮（相浜交差点、起点）
- 千葉県道250号館山港線 - 館山市宮城（宮城プール前交差点）
- 国道410号・千葉県道250号館山港線 - 館山市館山（下町交差点、終点）

### 沿線
- ファミリーパーク
- 洲崎神社
- 洲埼灯台